# Adam Pruszyński
Adam Pruszyński herbu Rawicz (zm. 1789) – szambelan Stanisława Augusta Poniatowskiego w 1766 roku, chorąży oświęcimsko-zatorski w latach 1778–1789, podstoli oświęcimsko-zatorski w latach 1772–1777, cześnik oświęcimsko-zatorski w latach 1770–1772, łowczy oświęcimski-zatorski w latach 1765–1770.